# Coolah
Coolah – miasto w Australii, w stanie Nowa Południowa Walia.